# Kapucijnenkerk (Maaseik)
De Kapucijnenkerk, of Franciscanenkerk, is een kerkgebouw in Maaseik, dat zich bevindt aan de Capucienenstraat.

## Geschiedenis
De Kapucijnen kwamen in 1626 naar Maaseik en vestigden zich tussen de Noordwal en de huidige Capucienenstraat. In 1632 werd begonnen met de bouw van het klooster en in 1635 met de bouw van de kerk, die in 1638 werd ingewijd. De kloostertuin was ommuurd en daarin bevond zich ook een pesthuis met kapel. In 1796 werd het klooster door de Fransen opgeheven en in 1799 verkocht aan een particulier. In 1801 werd het door particulieren teruggekocht ten behoeve van de Kapucijnen. In 1814 werd de kloosterkerk heropend en vanuit het Klooster Emmaüs te Velp (Noord-Brabant) kwamen opnieuw kapucijnen naar Maaseik. In 1832 werd een hospitaal ingericht en in 1838 werd het klooster aan het bisdom Luik geschonken. In 1840 vertrokken de kapucijnen en kwamen de Zusters van Liefde van Tilburg in het klooster. Het hospitaal kwam buiten gebruik en werd een klooster, tevens kwam er een school voor doofstomme en blinde meisjes, het Sint-Anna Instituut. In 1845 werd nog een vleugel afgebroken en vernieuwd, en later kwamen er diverse schoolgebouwen om het kloostercomplex te staan.

## Kerk
De eenbeukige bakstenen zaalkerk werd gebouwd van 1635-1638. Het koor der Kapucijnen is volledig afgesloten van de rest van het schip. Dit is tegenwoordig een kapel. De omlijstingen van vensters en dergelijke werden afgewerkt met mergelsteen. Boven het ingangsportaal bevindt zich een rondboognis in barokstijl, met versieringen en een Mariabeeld. Ook bevinden zich hier enkele grafstenen uit de 17e en de 18e eeuw.
De kerk is gedekt door een zadeldak waarop zich een dakruiter bevindt. Tegen de westgevel bevindt zich een zijkapel met daaronder een crypte.

## Meubilair
De kerk bevat kunstvoorwerpen uit de 17e en de 18e eeuw, zoals een hoofdaltaar in Lodewijk XIV-stijl met een altaarstuk dat de Opwekking van Lazarus. In de Onze-Lieve-Vrouwekapel bevindt zich eveneens een dergelijk altaar, nu met een schilderij dat de Verheerlijking van Maria voorstelt. Er zijn eikenhouten biechtstoelen in rococostijl, en een tochtportaal in régencestijl. Twee marmeren wijwatervaten werden in 1636 geschonken door Antonio della Riva, die majoor in het Spaanse leger was.

## Klooster
De noord- en oostvleugel zijn oorspronkelijk, terwijl de zuidvleugel in 1845 werd herbouwd en later nog verhoogd.